# دیه‌گو ماکیدو
دیه گو ماکیدو (به پرتغالی: Diego Macedo Prado dos Santos) مدافع، هافبک اهل برزیل است که در شهر Americana و در تاریخ ۸ مهٔ ۱۹۸۷ به دنیا آمده‌است.
دیه گو ماکیدو در تیم‌های فوتبال Rio Branco-SP سابقهٔ حضور دارد.